# AS Real Bamako
El Association Sportive du Réal de Bamako, conocido como Real Bamako, es un equipo de fútbol de la ciudad de Bamako en Malí, juega en la Primera División de Malí, la liga de fútbol más importante del país.

## Historia
El club fue fundado en el año 1960 en la capital Bamako y ha ganado el campeonato nacional en 7 oportunidades, siendo el 3.er equipo más ganador en Malí.
El mejor jugador que ha salido del equipo ha sido Salif Keita (1963-67), quien ganó 3 títulos del futbolista africano del año como miembro del Saint-Etienne de Francia en 1970.

## Palmarés

### Torneos nacionales (17)
- Primera División de Malí (7): 1964, 1969, 1980, 1981, 1983, 1986, 1991
- Copa de Malí (10): 1962, 1964, 1966, 1967, 1968, 1969, 1980, 1989, 1991, 2010

### Torneos internacionales (0)
- Subcampeón de la Copa Africana de Clubes Campeones (1): 1966

## Participación en competiciones de la CAF
| Temporada | Torneo                            | Ronda            | Club                   | Casa | Visita     | Global      |
| --------- | --------------------------------- | ---------------- | ---------------------- | ---- | ---------- | ----------- |
| 1966      | Copa Africana de Clubes Campeones | 1                | Invincible Eleven      | 6-0  | 3-2        | 9-2         |
| 1966      | Copa Africana de Clubes Campeones | Cuartos de final | AS Kaloum Star         | 2-1  | 3-2        | 5-3         |
| 1966      | Copa Africana de Clubes Campeones | Semifinales      | Oryx Douala            | 3-2  | 4-2        | 7-4         |
| 1966      | Copa Africana de Clubes Campeones | Final            | Stade d'Abidjan        | 3-1  | 1-4 (t.e.) | 4-5         |
| 1970      | Copa Africana de Clubes Campeones | 1                | AS Fonctionnaires      | 3-0  | 2-2        | 5-2         |
| 1970      | Copa Africana de Clubes Campeones | 2                | Stade d'Abidjan        | 2-3  | 2-6        | 4-9         |
| 1981      | Copa Africana de Clubes Campeones | 1                | US Mbila Nzambi        | 1-0  | 0-1        | 1-1 (2-4 p) |
| 1982      | Copa Africana de Clubes Campeones | 1                | Étoile du Congo        | 1-0  | 1-1        | 2-1         |
| 1982      | Copa Africana de Clubes Campeones | 2                | USM Libreville         | 2-0  | 0-1        | 2-1         |
| 1982      | Copa Africana de Clubes Campeones | Cuartos de final | Saint Eloi Lupopo      | 3-2  | 0-2        | 3-4         |
| 1984      | Copa Africana de Clubes Campeones | 1                | Dragons FC de l'Ouémé  | 2-2  | 0-2        | 2-4         |
| 1987      | Copa Africana de Clubes Campeones | 1                | Leventis United        | 0-0  | 0-4        | 0-4         |
| 1990      | Recopa Africana                   | 1                | Hearts of Oak          | 1-2  | 0-2        | 1-4         |
| 1992      | Copa Africana de Clubes Campeones | Preliminar       | ASC Police             | 1-1  | 1-1        | 2-2 (5-4 p) |
| 1992      | Copa Africana de Clubes Campeones | 1                | WAC Casablanca         | 2-1  | 0-2        | 2-3         |
| 1997      | Recopa Africana                   | 1                | FAR Rabat              | 1-0  | 1-4        | 2-4         |
| 2011      | Copa Confederación de la CAF      | Preliminar       | ASC Tevragh-Zeïna      | 0-1  | 0-0        | 0-1         |
| 2012      | Copa Confederación de la CAF      | 1                | GAMTEL FC              | 3-1  | 0-1        | 3-2         |
| 2012      | Copa Confederación de la CAF      | 2                | WAC Casablanca         | 1-0  | 0-3        | 1-3         |
| 2017      | Liga de Campeones de la CAF       | Preliminar       | Rivers United FC       | 0-0  | 0-4        | 0-4         |
| 2018      | Liga de Campeones de la CAF       | Preliminar       | MFM FC                 | 1-1  | 0-1        | 1-2         |
| 2022/23   | Copa Confederación de la CAF      | 1                | AS Douanes Ouagadougou | 0-0  | 0-0        | 0-0 (3-1 p) |
| 2022/23   | Copa Confederación de la CAF      | 2                | Hearts of Oak          | 3-0  | 0-1        | 3-1         |
| 2022/23   | Copa Confederación de la CAF      | Playoff          | Royal Leopards FC      | 3-1  | 1-1        | 4-2         |
| 2022/23   | Copa Confederación de la CAF      | Fase de grupos   | Young Africans SC      | 1-1  | 0-2        | 3° lugar    |
| 2022/23   | Copa Confederación de la CAF      | Fase de grupos   | US Monastir            | 1-1  | 1-2        | 3° lugar    |
| 2022/23   | Copa Confederación de la CAF      | Fase de grupos   | TP Mazembe             | 2-1  | 1-3        | 3° lugar    |
| 2023/24   | Liga de Campeones de la CAF       | 1                | Cotonsport Garoua      | 0-0  | 2-0        | 2-0         |
| 2023/24   | Liga de Campeones de la CAF       | 2                | FC Nouadhibou          | 0-3  | 1-1        | 1-4         |

## Jugadores

### Jugadores destacados
- Salif Keïta
- Diadie Samassékou
- Yves Bissouma
- Mohamed Camara
- Kévin Zohi
- Cheick Doucouré
- Moussa Doumbia
- Mahamadou Sidibé
- Kalilou Traoré
- Boubacar Diarra
- Ibourahima Sidibé
- Boubacar Koné
- Kalifa Coulibaly
- Marc Mboua